# Embalse de la Santa Espina
El embalse de la Santa Espina, conocido popularmente como pantano o embalse de Castromonte o del río Bajoz, fue una obra de ingeniería hidroeléctrica construida en el curso del río Bajoz. Se encuentra localizado 
cercano al municipio de Castromonte, pertenece a la Cuenca hidrográfica del Duero en la provincia de Valladolid, Comunidad Autónoma de Castilla y León, España. La presa es de materiales sueltos con núcleo de arcilla, con una capacidad de 60 000 m³.

## Historia
Fue construido por el Servicio de Concentración Parcelaria en la década de 1960 en el cauce del río Bajoz, junto con otras construcciones complementarias, como acequias y pozos con sus respectivos estanques, para poder regar las tierras de cultivo del valle. Con el tiempo y tras varias sequías ha perdido su finalidad inicial y se ha convertido en un área puramente recreativa para pescadores y senderistas.
En la actualidad es un coto de pesca de tencas y bermejuelas que gestiona la Junta de Castilla y León, donde se da cita un gran número de especies animales y vegetales. Para los amantes del senderismo existe una ruta que parte del monasterio de Santa María de La Santa Espina llamada “Senda del Pantano I”.

## Fauna

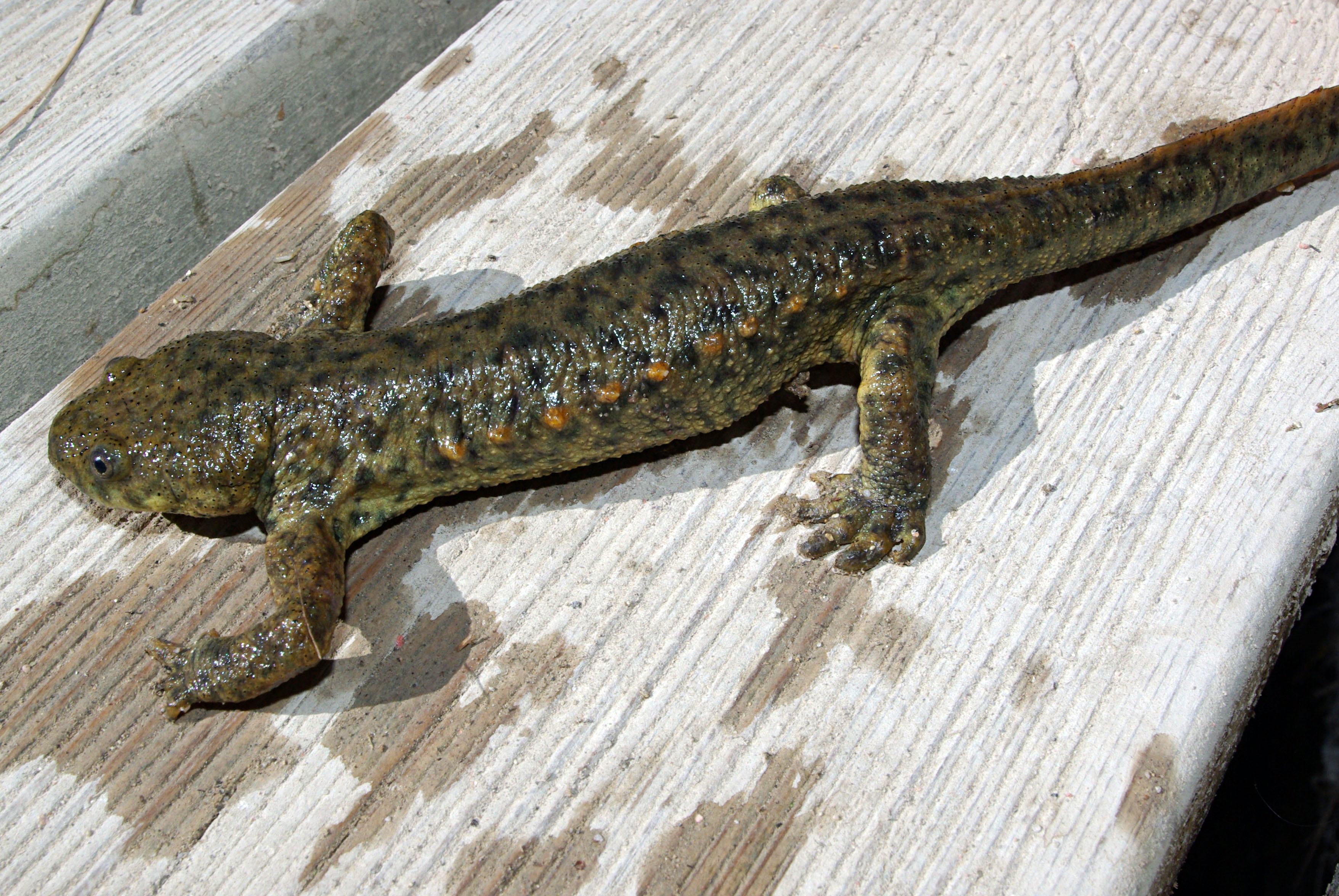
Un ejemplar de Gallipato (Pleurodeles waltl), en el río Bajoz, cerca de La Santa Espina

La avifauna de este lugar es muy variada. Se pueden encontrar especies como la garza real, aguilucho lagunero, el martín pescador, la garcetas, el zampullines, la focha o el cormorán, entre otros.
También se pueden observar anfibios como el gallipato o reptiles como el lagarto ocelado. 
El gato montés, el jabalí, el tejón, el lobo y el zorro son algunos de los mamíferos que allí se bañan y descansan.